# Тюменєва Галина Олександрівна
Гали́на Олекса́ндрівна Тюме́нєва (7 січня 1908, Полтава —  1999, Харків) — український музикознавець, педагог, музичний критик. Професор (з 1979). Кандидат мистецтвознавства.

## Життєпис
Навчалася у Полтавському музичному училищі як піаністка.
1935 року закінчила Харківський музично-драматичний інститут по класу теорії музики і композиції С. С. Богатирьова.
Від 1936 — член Спілки композиторів СРСР.
У 1945 захистила кандидатську дисертацію в Московській консерваторії на тему «Чайковський і „Могутня купка“».
В 1943—1949 — художній керівник Харківської філармонії.
У 1936—1989 рр. викладала у Харківські консерваторії — Інституті мистецтв (від 1947 року доцент, у 1947—1979 завідувачка кафедри історії музики).
Серед учнів Тюменєвої з історії музики та фольклору — Т. Кравцов, Г. Бортновська, Б. Яровинський, М. Черкашина, Г. Кулешова, Н. Тишко, С. Тишко, Ю. Щербінін, Н. Очеретовська, Л. Шубіна, Г. Ганзбург, О. Щетинський.
Була дружиною композитора Валентина Борисова.

## Музикознавчі праці
- Тюменева Г. А. Музыка в жизни Репина // Художественное наследство. И. Е. Репин. Т. 1. — М.- Л., 1948.
- Тюменєва Г. О. Чайковський і Україна. — К.: Мистецтво, 1955. — 52 с.
- Тюменева Г. А. Гоголь и музыка. — Москва: Музгиз, 1966. — 215 с.
- Тюменєва Г. О. Микола Коляда: Життя і творчість. — Харків.: Глас, 2002. — 176 с.
- Статті до Української радянської енциклопедії.
- С. С. Богатырёв: исследования, статьи, воспоминания / Сост. Тюменева Г. А., Холопов Ю. Н. — М., 1972.

Підготувала до друку музичні твори М. Коляди, книгу Й. М. Міклашевського з музичної історії Харкова.